# Acacia ataxiphylla
Acacia ataxiphylla — вид квіткових рослин з родини бобових, що зростає в Австралії (пд.-зх. Західна Австралія). Росте в піску над латеритом у низьких вересах, чагарниках і низьких евкаліптових лісах. Це розпростертий кущ з лінійними філодіями; з кулястими або злегка видовженими головами жовтих квіток і зігнутими, вузьковидовженими стручками завдовжки до 20 мм.

## Морфологічний опис
Це розлогий кущ, який досягає висоти 15–60 см заввишки. Філодії лінійні, суцільні з гілочками, іноді п'ятикутні в поперечному перерізі, прямі або вигнуті, 15–60 мм завдовжки і 1–2 мм завширшки, та з гачкуватим або неглибоко загнутим кінчиком. В основі філодій є лінійні прилистки 2–3 мм завдовжки. Квітки розташовані в головках від кулястої до злегка видовженої форми у пазухах на квітконосі 4–12 мм завдовжки, із 15–20 жовтими квітками в кожній. Час цвітіння залежить від підвиду. Стручки вузько видовжені й вигнуті, червонувато-коричневі, завдовжки до 20 мм, 4 мм ушир.